# تو دزد هستی، من پلیس هستم
تو دزد هستی، من پلیس هستم (به هندی: Tu Chor Main Sipahi)فیلمی محصول سال ۱۹۹۶ و به کارگردانی گودو وانوآ است. در این فیلم بازیگرانی همچون آکشی کومار، سیف علی خان، تابو، پاریتابها سینها، آمریش پوری، انوپم کهیر ایفای نقش کرده‌اند.